# ГЕС Гаве
ГЕС Гаве (фр. Gavet) — гідроелектростанція на південному сході Франції, введення якої в експлуатацію припало на 2020 рікі.
У 2012 році розпочали спорудження нової станції в нижній течії річки Romanche (права притока Драку, який через Ізер та Рону належить до басейну Середземного моря), що дренує центральну частину Альп Дофіне. Гребля ГЕС Гаве розташована нижче від впадіння правої притоки d'Eau-d'Olle, на якій працює потужна ГЕС-ГАЕС Гранд-Мезон з її великим резервуаром, а тому утримує лише невелике водосховище об'ємом 0,4 млн м3. Звідси починається дериваційний тунель довжиною 9,3 км та діаметром 4,7 метра, що прямує через гірський масив правобережжя до машинного залу, розташованого неподалік від впадіння Romanche у Драк. Ця схема дозволила замінити існуючий каскад із п'яти гребель з шістьома ГЕС (серед них Ліве І, Ліве ІІ та Vernes, які були колись споруджені для забезпечення електрохімічного та електрометалургійного заводу у Ліве-е-Гаве), одночасно збільшивши виробництво електроенергії на 155 млн кВт·год до 560 млн кВт·год.
Машинний зал обладнали двома турбінами типу Френсіс потужністю по 47 МВт, які працюють при напорі у 270 метрів.
Невдовзі після початку будівництва зливи викликали великий зсув в районі початку дериваційного тунелю. Як наслідок, планований термін введення станції в експлуатацію довелось зсунути з 2017-го на 2020-й. Станом на 2016 рік завершили роботи зі спорудження греблі та підземного машинного залу, який має 75 метрів завдовжки та 25 метрів заввишки.